# Lex loci delicti commissi
El término latino lex loci delicti commissi quiere decir: la "ley del lugar donde se cometió el perjuicio (tort)". En derecho internacional privado se utiliza para determinar qué ley de fondo se utilizará ante un conflicto de legislaciones, en donde la utilización de una u otra ley hará que el asunto o conflicto se resuelva de distinta forma. 
Se suele abreviar el término como "lex loci delicti."
- Datos: Q249977